# الدوحة (مجلة)
مجلة الدوحة هي مجلة ثقافية شهرية تصدر عن وزارة الثقافة والفنون والتراث ـ الدوحة ـ قطر.

## تاريخ المجلة

مجلة الدوحة - عدد أغسطس 2015

صدر العدد الأول من مجلة الدوحة في نوفمبر عام 1969 كمجلة تعنى بالثقافة والفنون في قطر. وفي عام 1976 أخذت توجهها العربي، لتعنى بشئون الثقافة العربية من المحيط إلى الخليج واستمرت حتى يناير عام 1986، عندما توقفت في ذروة مجدها في ظل رئاسة تحرير الناقد الراحل رجاء النقاش، وحقق توزيعها في كل العواصم العربية طفرة لم تعرفها المجلات الثقافية من قبل.

غلاف الدوحة عدد يونيو 2011

استأنفت المجلة الصدور مجددًا في نوفمبر 2007، واستجابة للمستجدات السياسية والثقافية العربية بدأت المجلة من عدد يونيو 2011 مرحلة جديدة من عمرها، شملت طفرة تحريرية وضعتها في قلب الحدث الثقافي العربي.
عبر مسيرتها شكلت الدوحة جسرًا قويًا بين ثقافة المشرق وثقافة المغرب العربي، إذ ساهم في تحرير الدوحة جيلان من الكتاب والصحفيين العرب خلال مراحلها المختلفة.
المرحلة الأولى:
ولدت المجلة مع إرهاصات النهضة الشاملة التي تشهدها دولة قطر حالياً. وقد صدر العدد الأول عن «إدارة الإعلام- الإذاعة» بتاريخ 5/2/1969م بحجم متوسط باثنتين وسبعين صفحة بالأبيض والأسود. واشتمل على تقديم للأستاذ محمود الشريف مدير إدارة الإعلام في قطر (صاحب ورئيس تحرير صحيفة الدستور الأردنية فيما بعد). وتضمنت الصفحة التالية كلمة لرئيس التحرير إبراهيم أبو ناب، وأخرى لوكيل إدارة الإعلام لشؤون الإذاعة طاهر الشهابي. وتعاقب على رئاسة التحرير بعدئذ فايز صياغ، ومازن حجازي.
المرحلة الثانية
بعد أن نالت دولة قطر استقلالها بتاريخ 3/9/1971م تغير مسمى "إدارة الإعلام" إلى وزارة الإعلام" وتم تعيين سعادة عيسى غانم الكواري وزيراً للإعلام.. فسعى إلى تطويرها لأبعد مدى باعتبار المجلة تحمل اسم عاصمة الدولة، إضافة إلى ما يمثله اسم "الدوحة" ذاته من إيحاءات وجدانية شفافة.
وتعاقدت الوزارة مع بعض الكفاءات العربية للاضطلاع بمهمة التطوير، وتم ترشيح الدكتور محمد إبراهيم الشوش لشغل منصب رئيس التحرير بتزكية من الروائي السوداني المعروف الطيب صالح. وتولى مهمة المحرر العام الأستاذ عبد القادر حميدة، والفنان محمد أبو طالب مهمة الإشراف الفني.
صدر العدد الأول في شهر يناير 1976، وبلغت صفحاته 162 صفحة من الحجم الكبير (السائد حالياً)، وممهور على الغلاف شعار «الدوحة.. ملتقى الإبداع العربي والثقافة الإنسانية».
وحلّقت المجلة في فضاء الثقافة، وذاعت شهرتها على امتداد الأفق العربي، حيث استكتبت نخبة ممتازة من عمالقة الإبداع من الكتاب والشعراء.
المرحلة الثالثة:
بدأت هذه المرحلة بتعيين الأديب رجاء النقاش رئيساً لتحرير المجلة بتاريخ 18/12/1979، وتميزت باستقطاب المزيد من القراء والكتاب، وارتفعت مبيعات المجلة إلى مئة ألف نسخة شهرياً، وكان العدد (61) الصادر في يناير 1981 أول عدد أشرف النقاش على إصداره.
لكن المجلة توقفت فجأة عن الصدور، ففي شهر يوليو 1986م صدر قرار بتعطيل كافة المجلات الحكومية القطرية، وشمل ذلك مجلات: الدوحة، والأمة، والصقر.
المرحلة الرابعة:
بعد توقف دام واحداً وعشرين عاماً عادت «الروح» إلى المجلة وصدر العدد «الأول» في شهر نوفمبر 2007م، وشغل عماد العبد الله منصب مدير التحرير وبعد عدة أشهر تولى الدكتور على أحمد الكبيسي رئاسة التحرير، وهو بالمناسبة أول قطري يتولى هذه المسؤولية. وشهدت هذه المرحلة إضافة ملحق مستقل بدأ مع احتفالية «الدوحة عاصمة للثقافة العربية» عام 2010 ولكنه استمر ليعكس النشاط الثقافي الكبير الذي تشهده دولة قطر.
المرحلة الخامسة:
مع تولي الروائي والصحفي عزت القمحاوي إدارة التحرير شهدت المجلة ابتداء من العدد 44- يونيو 2011 ميلاداً جديداً في مسيرتها الثقافية. من الناحية المهنية اتجهت إلى سهولة الأسلوب وقصر المواد وارتبطت بالأحداث، وانفتحت على الأجيال الجديدة من الكتاب العرب، كما استكتبت عددًا من الكتاب الأجانب الذين يكتبون خصيصًا للدوحة في شكل زوايا ثابته أو بالمشاركة في ملفات المجلة المختلفة، ومن بين هؤلاء الروائي الإسباني خوان غويتسولو والروائي المغربي الفرنسي الطاهر بنجلون، والإيطالي ستيفانو بيني، بينما اتسعت المجلة لأهم الكتاب العرب.
وبالإضافة إلى استمرار الملحق المعنى بالنشاط الثقافي في دولة قطر، يصدر مع المجلة كتاب مجاني كل شهر، بالإضافة إلى كتاب مترجم ربع سنوي. ويتميز كتاب الدوحة الشهري بتقديم كتابات النهضة العربية في النصف الأول من القرن العشرين. وكان الكتاب الأول «طبائع الاستبداد» لعبد الرحمن الكواكبي، وبعده توالت الكتب من مختلف الاتجاهات الفكرية والفنية، إكبارًا لروح التعدد وقيم الاستنارة والقبول بالاختلاف.

## هيئة التحرير الحالية
- خالد العودة الفضلي - رئيس التحرير الحالي
- د. علي أحمد الكبيسي - رئيس التحرير.
- سلمان المالك - الاشراف الفني.
- نبيل خالد الأغا - سكرتير التحرير.

## رؤساء تحرير سابقون
- فالح حسين الهاجري
- عزت القمحاوي - من مايو 2011 حتى سبتمبر 2013.
- (عماد العبد للة) - رئيس التحرير من 2007 إلى 2011.
- رجاء النقاش - رئيس التحرير عام 1986.
- محمد إبراهيم الشوش - رئيس التحرير من 1976 إلى 1986.

## وصلات خارجية
- الموقع الرسمي

- أعداد مجانية من مجلة الدوحة.
- صفحة مجلة الدوحة على فيسبوك  على فيسبوك..

.